# Geradschnabelkrähe
Die Geradschnabelkrähe (Corvus moneduloides), auch Neukaledonienkrähe genannt, ist ein Vogel aus der Gattung der Raben und Krähen (Corvus). Sie kommt freilebend ausschließlich auf Neukaledonien und den Loyalitätsinseln im Südpazifik vor.
Geradschnabelkrähen ernähren sich vorwiegend von holzbewohnenden Larven und Nüssen, verwerten aber auch viele andere Nahrungsquellen. Sie sind in der Lage, verschiedene Objekte zu Werkzeugen umzufunktionieren, um an ihre Nahrung zu gelangen. Sie gelten als die intelligentesten Vögel, da sie über sequentielle Intelligenz (Nutzung verschiedener Gegenstände als Werkzeuge hintereinander, um ein Ziel zu erreichen) verfügen; eine Eigenschaft, die sonst nur bei Schimpansen und Menschen nachgewiesen ist.

## Merkmale

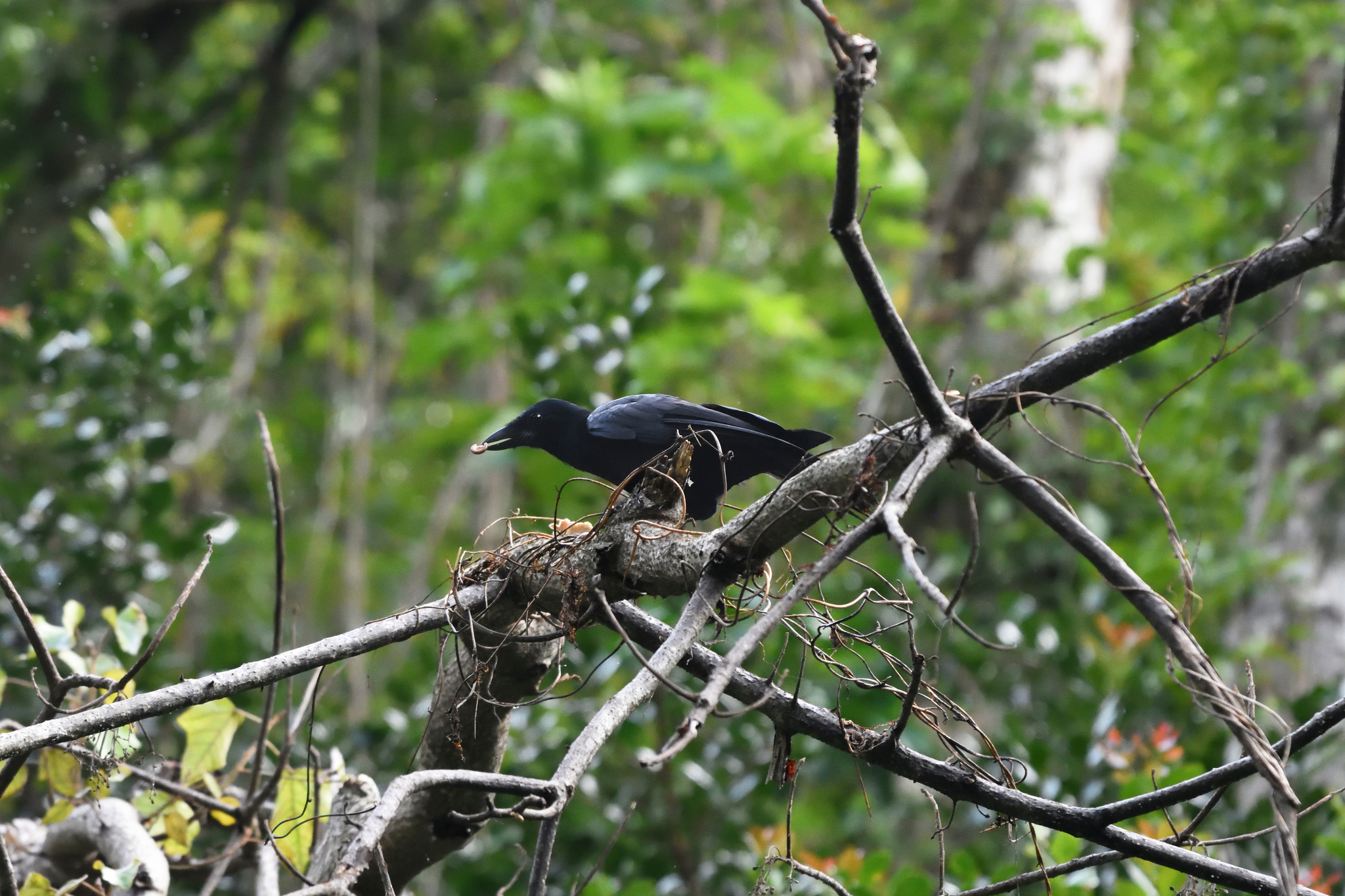
Geradschnabelkrähe

### Körperbau und Farbgebung
Zwischen den Geschlechtern der Geradschnabelkrähe besteht weder in der Gefiederfärbung noch im Körperbau ein Dimorphismus, gleiches gilt für Jung- und Altvögel. Sie erreichen eine Körperlänge von rund 40 cm. Das Gewicht liegt zwischen 230 und 330 g. Der Schnabel ist mit 42–50 mm für eine Krähe vergleichsweise kurz. Sein First verläuft sehr flach, der Gonyswinkel ist entsprechend stark ausgeprägt. Die Geradschnabelkrähe hat eine Flügellänge von 241–267 mm, ihr Schwanz misst 170–186 mm. Der Tarsometatarsus erreicht eine Länge von 42–48 mm. Die Geradschnabelkrähe verfügt in Relation zu ihrer Größe und ihrem Gewicht über eins der größten Gehirne aller Vogelarten.
Das Gefieder der Geradschnabelkrähe ist einheitlich schwarz und besitzt einen violett-dunkelblauen Schimmer; die Handschwingen glänzen an den Außenfahnen schwach grünlich, ebenso wie die Handdecken. Die Kehlfedern sind sehr fein und haarartig. Der Schwanz der Geradschnabelkrähe ist relativ lang und am Ende gerundet beziehungsweise leicht gestuft. Schnabel, Zehen und Beine sind schwarz. Die Iris ist dunkelbraun.

### Stimme
Der Ruf der Geradschnabelkrähe besteht aus einem weichen, heiseren und hohen waaaw. Daneben ruft sie auch lauter mit einem hohen wak-wak und einem langgezogenen, schrillen aaup. Ein vergleichsweise melodiöser, weicher wa-wa-Ruf dient wahrscheinlich als Hasssignal oder Warnruf vor vom Boden drohender Gefahr. Es wird etwa beim Herannahen eines Menschen geäußert, woraufhin die Vögel ihm entgegenfliegen.

## Verbreitung

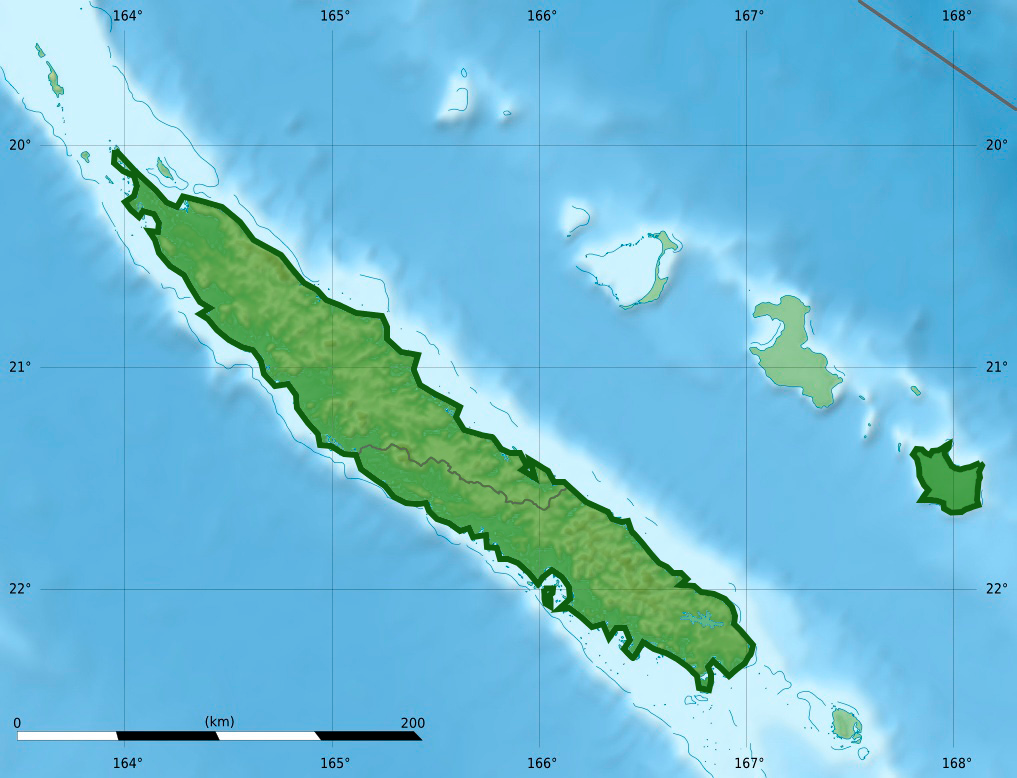
Verbreitung der Geradschnabelkrähe (grün) auf Neukaledonien und Maré

Das Verbreitungsgebiet der Geradschnabelkrähe umfasst die Inseln Grande Terre und Maré. Während die neukaledonische Hauptinsel Grande Terre die ursprüngliche Heimat der Art darstellt, wurde sie im zu den Loyalitätsinseln gehörigen Maré vom Menschen eingebürgert und konnte sich dort etablieren.

## Lebensraum
Baumbestand unterschiedlicher Dichte prägt alle Habitate der Geradschnabelkrähe. Sie bewohnt sowohl Trockenwälder als auch offene Landschaftsformen mit zumindest vereinzelten Bäumen, etwa mit Myrtenheide (Melaleuca quinquenervia) bestandene Savanne.

## Lebensweise

### Ernährung

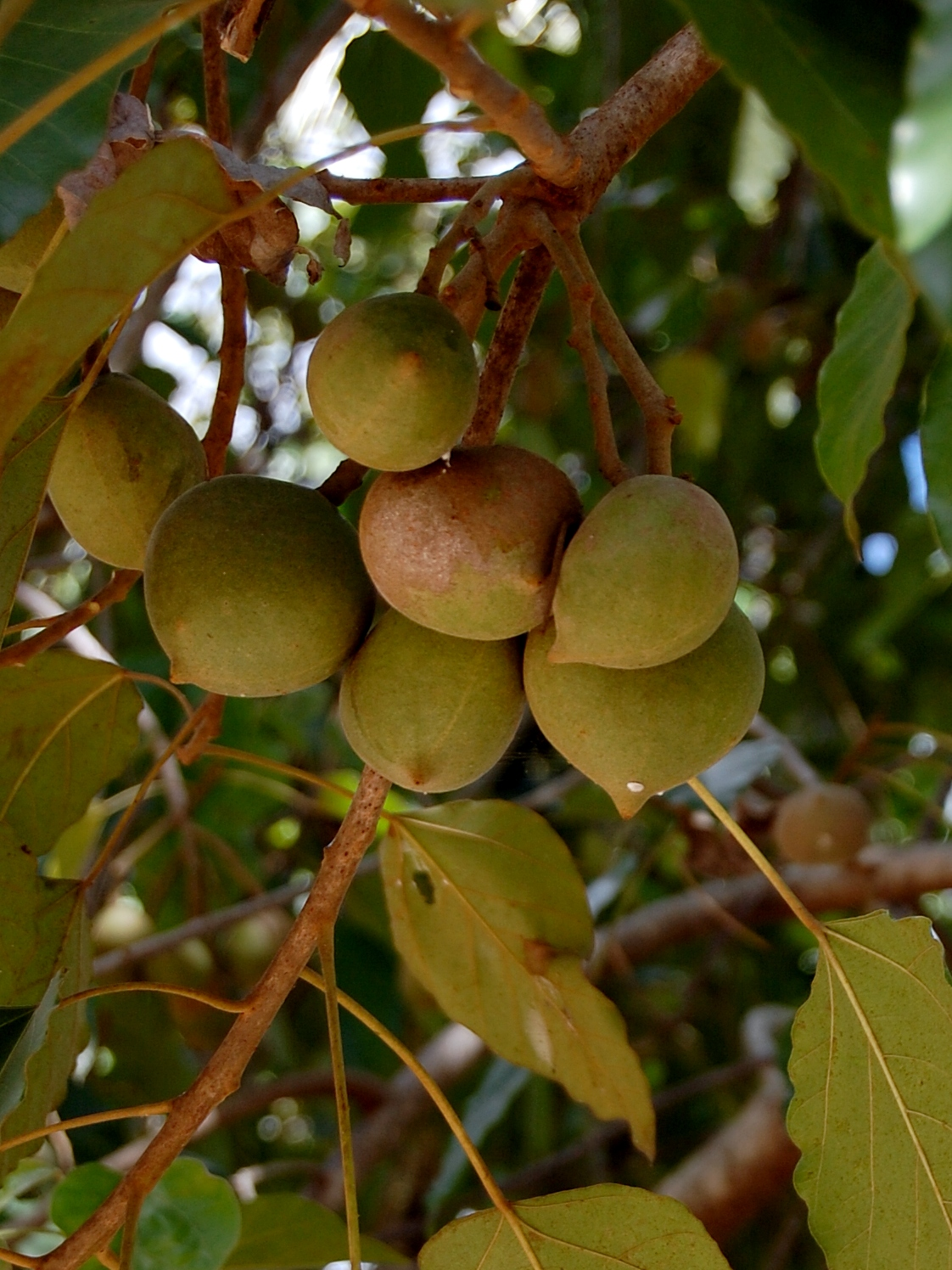
Lichtnussbäume werden von Geradschnabelkrähen sowohl als Nahrungs- als auch als Werkzeugquelle genutzt. Während die Nüsse häufig verspeist werden, formen die Vögel aus Blättern und Zweigen Instrumente zum Larvenfischen.

Die Nahrung der Geradschnabelkrähe besteht vor allem aus Bockkäferlarven der Art Agrianome fairmairei und den Früchten des Lichtnussbaums (Aleurites moluccana). Daneben finden sich auch andere Früchte, Samen und Blüten von Korallenbäumen (Erythrina spp.), Schnecken, Eidechsen, ausgewachsene Insekten und Aas im Nahrungsspektrum. Gelegentlich fressen sie Eier und Küken von Haushühnern und andern Vögeln.
Schnecken, Nüsse und andere hartschalige Früchte öffnet die Geradschnabelkrähe, indem sie sie aus großer Höhe gegen Felsen oder Brettwurzeln schmettert oder sie auf hartem Untergrund mit dem Schnabel aufhämmert. Nachtaktive Insekten fängt sie in der Abenddämmerung aus dem Flug, wobei sie zu wendigen Manövern im Stande ist. Bockkäferlarven angelt sie mit Hilfe von Werkzeugen aus ihren Bohrgängen in verwesenden Holzstümpfen: Sie formt aus Schraubenbaumblättern oder aus Blattstielen und Zweigen des Lichtnussbaumes feine Stocherinstrumente, die tief in die Gänge hineinreichen. Anschließend tastet sie vorsichtig damit in den Löchern, bis sie auf eine Larve trifft. Diese wird so lange angestoßen, bis sie sich mit ihren Mundwerkzeugen am Ende des Werkzeugs verbeißt und aus dem Loch gezogen werden kann. Die genaue Form dieser Werkzeuge ist von Individuum zu Individuum verschieden.

### Sozialverhalten
Geradschnabelkrähen bewegen sich häufig in Paaren, nach dem Schlupf der Jungvögel auch in Familienverbänden. Gelegentlich sind die Tiere auch allein anzutreffen. Anders als viele andere Corvus-Arten bildet die Geradschnabelkrähe gewöhnlich keine größeren Sozialverbände, auch wenn es Berichte über Schwärme von etwa 30 Vögeln gibt.

### Fortpflanzung und Brut
Nester der Geradschnabelkrähe bestehen aus zu einer Plattform geschichteten, dünnen Zweigen und werden mit Wurzel- und Blattfasern verwoben. Sie werden meist sehr hoch in Bäumen gebaut. Zwischen September und November legt das Weibchen zwei bis drei Eier. Sie sind weiß, besitzen eine leicht bläuliche oder grünliche Tönung und sind dicht mit oliven, braunen und grauen Sprenkeln übersät.

## Systematik und Taxonomie
Die Erstbeschreibung der Geradschnabelkrähe findet sich im fünften Band von René Primevère Lessons Traité d’Ornithologie, der 1831 erschien. Darin führte er die Art Corvus moneduloides in der Gruppe der „Dohlen“ auf, zu denen er alle Krähen von geringer Größe, grauem Nacken oder mehr oder weniger kurzem Schnabel rechnete. Dieser von Lesson unterstellten Verwandtschaft verdankt die Geradschnabelkrähe auch das Artepitheton moneduloides, das die Ähnlichkeit zur eurasischen Dohle (C. monedula) betonen sollte. Lesson gab für seine Erstbeschreibung – wie zur damaligen Zeit häufig – weder eine Liste von Merkmalen noch einen Holotyp oder eine Typlokalität an. Der Name „Corvus caledonicus“ Gmelin, 1788 ist als Basionym des Welchmann-Raupenfängers (Coracina caledonica) nicht verfügbar und wäre auch in der Form von Latham, 1790 für die Weißhalsatzel (Streptocitta albicollis) reserviert.
Die Geradschnabelkrähe entstammt einer Radiation der Raben und Krähen (Corvus), die im späten Miozän (~ 5 mya) im Bereich des heutigen Neuguinea stattfand. Analysen mitochondrialer und nuklearer DNA-Sequenzen weisen eine von Buntschnabel- (C. woodfordi) und Bougainvillekrähe (C. meeki) gebildete Klade als Schwesterlinie der Geradschnabelkrähe aus. Die gemeinsame Schwesterart der drei Krähen ist die Molukkenkrähe (C. validus).

## Bestand und Status
Über den Bestand der Geradschnabelkrähe auf Grande Terre und Maré ist nichts genaues bekannt, sie gilt aber als häufiger Vogel, sowohl in Kulturlandschaften als auch in ursprünglicher Vegetation. Zwar sieht die IUCN den Rückgang der Wälder auf Grande Terre als Bedrohung für die dortige Population an, sie führt die Art jedoch unter der Kategorie Least Concern (nicht gefährdet).